# 肯尼亚山国家公园
肯尼亚山国家公园，为肯尼亚所设立的一个国家公园，包含肯尼亚山及周边地区。成立于1949年。该地原为森林保护区，后森林保护区的部分区域被辟为国家公园，目前森林将国家公园包围。1978年，该地成为生物圈保护区。1997年，肯尼亚山国家公园及周边的森林保护区一起成为世界遗产。
国家公园总面积715平方公里，周围的森林保护区面积705.2平方公里。被列入世界遗产的总面积为1,420平方公里。

## 世界遗产
国家公园及附近森林于1997年列入世界遗产名录，面积142,020 ha，该世界遗产被认为满足世界遺產登錄基準中的以下基準而予以登錄：
- （vii）包含出色的自然美景与美学重要性的自然现象或地区。
- （ix）在陆上、淡水、沿海及海洋生态系统及动植物群的演化与发展上，代表持续进行中的生态学及生物学过程的显著例子。